# Моутиньо, Крис
Крис Моутиньо (англ. Kris Moutinho; родился 9 августа 1992 года, США) — профессиональный американский боец смешанных единоборств. На данный момент выступает под эгидой UFC в легчайшей весовой категории. Бывший чемпион организации NAGA по грепплингу.

## Биография
Крис Моутиньо родился 9 августа 1992 года в США. С детства увлекался спортом и стремился стать профессиональным бойцом. В 2011 году начал карьеру в организации NAGA, где стал чемпионом в легчайшей весовой категории по грепплингу. 
После этого он решил выступать по правилам смешанных единоборств, как любитель. Первый свой поединок в смешанных единоборствах он провёл в организации AFO против Джана Викуны. Тогда бой закончился во втором раунде удушением сзади на 1 минуте и 46 секунде.
В своём втором бою он проиграл Маркизу Брюстеру решением судей. 
Свой последний бой как любитель Крис Моутиньо провёл против Дона Шайниса, поединок с которым завершился ничьей.
Имея в любителях рекорд 6-1-1 (6 побед, 1 поражение и 1 ничья), Крис Моутиньо решил начать выступать как профессионал.

## Профессиональная карьера

### CES (Classic Entertainment & Sports)
В 2016 году Крис Моутиньо подписал контракт с американским промоушеном CES (Classic Entertainment & Sports) и 11 марта 2016 года должен был провести свой первый бой в профессиональной карьере против Георгия Кухудашвили, но бой отменили по неизвестным причинам. Но через несколько месяцев Крису Моутиньо дали нового соперника — Мэтью Манональдо, для которого этот бой также был дебютным. На событии CES 38: Сориано против Макашвили, 23 сентября 2016 года Моутиньо смог победить его единогласным решением судей.
Через два месяца Крис Моутиньо провёл свой второй поединок в CES на турнире CES 40: Эндрюс против Шеппарда.
27 января 2017 года Крису Моутиньо удалось победить Джейсона Райна всего за 10 секунд. Тогда Моутиньо получил бонус за лучшее выступление вечера и добыл себе третью победу подряд. После этого Крис смог победить единогласным решением судей Ллойда Рейеса (4-3-0).
11 августа 2017 года на турнире КЕС 45 Крис Моутиньо встретился с довольно опытным соперником — Бранденом Сейлером-старшим (6-5-1). На тот момент личиный рекорд Криса составлял 4-0-0 (4 победы 0 поражений). Тогда уже в первом раунде у Моутиньо начались проблемы. Было видно, что Бранден Сейлер-старший очень сложный для него. Крис Моутиньо решил перевести соперника в партер, однако это оказалось серьёзной ошибкой: Сейлер смог выйти на гильотину и заставить Криса Моутиньо постучать. Так Крис Моутиньо потерпел своё первое поражение в профессиональной карьере.
Через три месяца Моутиньо подрался с опытным Дэвидом Гарсия (4-4-1). Но тогда Крису не удалось выиграть и он уступил победу удушением сзади.
После двух поражений под ряд, Крису Моутиньо все же удалось выйти на серию из трёх побед подряд (две из них были добыты единогласным решением и одно нокаутом). А после трёх побед Крис потерпел два поражения под ряд и оба нокаутом. После них Моутиньо одержал две победы: над непобежденным Ашеком Аджимом (3-0-0) нокаутом во втором раунде и над Эндрю Саласом (6-5-0) в третьем раунде ручным треугольником.

### Ultimate Fighting Championship (UFC)
Далее Крис Моутиньо подписал контракт с самой популярной бойцовской организацией в мире — Ultimate Fighting Championship. На тот момент его личный рекорд составлял 9-4-0 (9 побед 4 поражения). У довольно опытного и популярного бойца — Шона О’Мэлли не было соперника (до этого противником Шона должен был быть американский боец — Луис Смолка, но из-за положительного теста на COVID-19 он выбыл). Крису Моутиньо предложили заменить Смолку. Крис согласился и на турнире UFC 264 вышел против Шона О’Мэлли. Тот превосходил Моутиньо во всем: в росте, в длине рук и ног, в опыте и считался огромным фаворитом как у фанатов, так и у букмейкеров. Шон не оставил не единого шанса Крису. На протяжении двух с половиной раундов О’Мэлли беспощадно избивал дебютанта. И наконец в конце третьего раунда судья остановил бой. В тот день Крис Моутиньо проиграл техническим нокаутом, однако завоевал уважение фанатов за стойкость и храбрость.
23.10. 2021 на турнире UFC Fight Night: Коста vs. Веттори Крис Моутиньо должен был драться с Аароном Филипсом, но Крис снялся с боя из-за травмы. Его заменили Джонатаном Мартинесом.
13.03. 2022 года на турнире UFC Fight Night: Сантус vs. Анкалаев Крис Моутиньо провёл второй поединок в UFC. На сей раз соперником Моутиньо стал не слишком успешный Гвидо Каннетти (8-7-0, в UFC 2-4-0). Но на этот раз бой завершился довольно быстро: Гвидо Канетти нокаутировал Криса Моутиньо в первом раунде за 2 минуты и 7 секунд.
В 2023 году Крис был уволен из UFC, так и не одержав в этом промоушне ни одной победы.

### Combade Zone
После увольнения из UFC Моутиньо возобновляет спортивную деятельность, 15 марта 2023 года выйдя против американского бойца Антонио Кастилло. Тогда Крису удалось задушить своего соперника в конце второго раунда
После, в июле того же года Крису удалось нокаутировать Матеуша Сильву на турнире CES 74.
18 ноября 2023 года Крис сумел победить Джея Прессли в начале первого раунда с помощью удушающего приема гильотина. Бой проходил в организации Combat Zone. 

## Статистика выступлений в ММА
| Результат | Рекорд | Соперник            | Способ                                       | Турнир                               | Дата             | Раунд | Время | Место                          | Примечание               |
| --------- | ------ | ------------------- | -------------------------------------------- | ------------------------------------ | ---------------- | ----- | ----- | ------------------------------ | ------------------------ |
| Поражение | 14-7   | Малкольм Уэллмейкер | KO (удар)                                    | UFC Fight Night: Усман vs. Бакли     | 14 июня 2025     | 1     | 2:37  | Атланта, Джорджия, США         |                          |
| Победа    | 14-6   | Джонни Кэмпбелл     | KO/TKO (удары)                               | Cage Titans 68                       | 11 ноября 2024   | 2     | 5:00  | Плимут, Массачусетс, США       |                          |
| Победа    | 13-6   | Элайджа Харрис      | TKO (удары)                                  | Combat Zone 84                       | 18 мая 2024      | 3     | 1:44  | Манчестер, Нью-Гэмпшир, США    |                          |
| Победа    | 12-6   | Джей Прессли        | Сдача (гильотина)                            | Combat Zone 82                       | 18 ноября 2023   | 1     | 2:17  | Манчестер, Нью-Гэмпшир, США    |                          |
| Победа    | 11-6   | Матеуш Сильва       | KO (удары)                                   | CES 74: Баллетто-младший vs. Кэннона | 29 июля 2023     | 2     | 2:25  | Кранстон, Род-Айленд, США      |                          |
| Победа    | 10-6   | Антонио Кастильо    | Сдача (бульдог)                              | Combat Zone 79 — Combat Zone MMA     | 15 марта 2023    | 2     | 4:36  | Бостон, Массачусетс, США       |                          |
| Поражение | 9-6    | Гуидо Каннетти      | TKO (удары)                                  | UFC Fight Night: Сантус vs. Анкалаев | 12 марта 2022    | 1     | 2:07  | Лас-Вегас, Невада, США         |                          |
| Поражение | 9-5    | Шон О’Мэлли         | TKO (остановка рефери)                       | UFC 264                              | 10 июля 2021     | 3     | 4:33  | Лас-Вегас, Невада, США         | Дебют в UFC              |
| Победа    | 9-4    | Эндрю Салас         | Сдача (ручной треугольник)                   | CFFC 96: Торрес — Рохас              | 28 мая 2021      | 3     | 3:26  | Филадельфия, Пенсильвания, США |                          |
| Победа    | 8-4    | Ашиек Аджим         | TKO (удары)                                  | CES MMA 61 Gotti III vs. Alley       | 14 октября 2020  | 2     | 2:45  | Кент, Род-Айленд, США          |                          |
| Поражение | 7-4    | Джонни Кэмпбелл     | TKO (удары локтями)                          | CES 57 Rebello vs. Haley             | 26 июля 2019     | 2     | 1:45  | Линкольн, Род-Айленд, США      |                          |
| Поражение | 7-3    | Тони Грэвели        | KO (удары)                                   | CES MMA 54 Andrews vs. Logan         | 19 января 2019   | 4     | 4:02  | Линкольн, Род-Айленд, США      |                          |
| Победа    | 7-2    | Джеймс Куигг        | Решением (единогласным)                      | CES MMA 53 Gravely vs. Nordby        | 2 ноября 2018    | 3     | 5:00  | Линкольн, Род-Айленд, США      |                          |
| Победа    | 6-2    | ДаМон Блэкшир       | Решением (единогласным)                      | CES MMA 51 Andrews vs. Owens         | 3 августа 2018   | 3     | 5:00  | Линкольн, Род-Айленд, США      |                          |
| Победа    | 5-2    | Альфред Джон        | TKO (удары)                                  | CES MMA 50 Paiva vs. Ewell           | 15 июня 2018     | 1     | 1:58  | Линкольн, Род-Айленд, США      |                          |
| Поражение | 4-2    | Дэвид Гарсия        | Сдача (гильотина)                            | CES MMA 47 Rebello vs. Brown         | 17 ноября 2017   | 1     | 3:07  | Линкольн, Род-Айленд, США      |                          |
| Поражение | 4-1    | Брэндон Сеилор      | Сдача (гильотина)                            | CES MMA 45 Gooch vs. Coutinho        | 11 августа 2017  | 1     | 3:08  | Линкольн, Род-Айленд, США      |                          |
| Победа    | 4-0    | Ллойд Рейес         | Решением (единогласным)                      | CES MMA 42 Curtis vs. Santiago Jr.   | 31 марта 2017    | 3     | 5:00  | Линкольн, Род-Айленд, США      |                          |
| Победа    | 3-0    | Джейсон Райн        | KO (удар ногой в голову и добивание коленом) | CES MMA 41 Bessette vs. Croom        | 27 января 2017   | 1     | 0:10  | Линкольн, Род-Айленд, США      | «выступление вечера» (1) |
| Победа    | 2-0    | Майк Карам          | Решением (единогласным)                      | CES MMA 40 Andrews vs. Sheppard      | 23 ноября 2016   | 3     | 5:00  | Линкольн, Род-Айленд, США      |                          |
| Победа    | 1-0    | Мэтью Мальдонадо    | Решением (единогласным)                      | CES MMA 38 Soriano vs. Makashvili    | 23 сентября 2016 | 3     | 5:00  | Линкольн, Род-Айленд, США      |                          |